# Bateau de Hjortspring

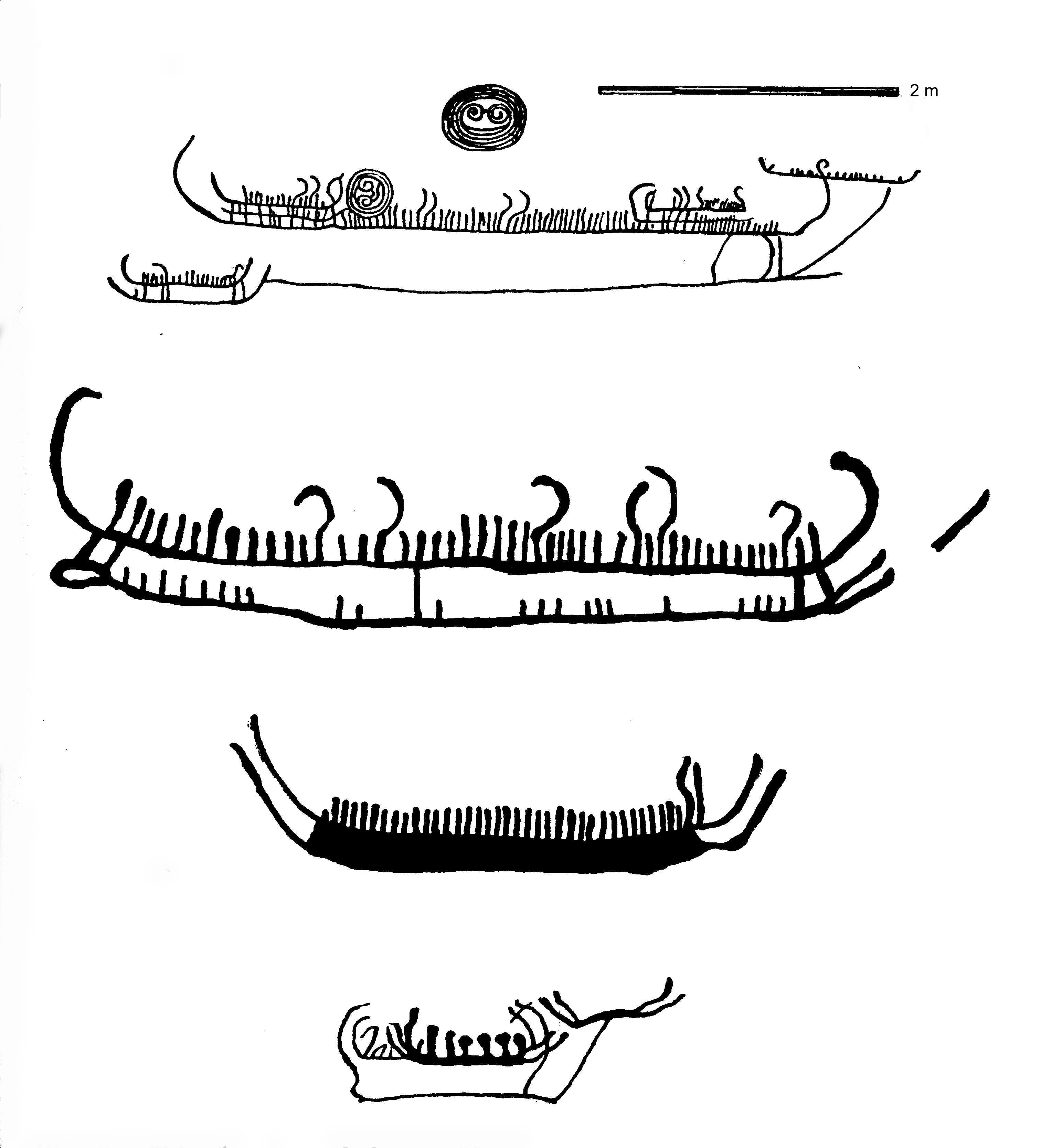
Gravure rupestre représentant des navires du type de celui de Hjortspring

Le bateau de Hjortspring est le plus ancien vestige archéologique de construction navale en Scandinavie. L'embarcation présente une longueur hors tout de vingt et un mètres, pour une longueur intérieure utile de treize mètres sur deux mètres de large et un poids à vide d'environ 500 kg. Équipé de dix bancs de nage et propulsé à l'aide de pagaies, il pouvait emporter un équipage d'une vingtaine d'hommes (vingt-deux à vingt-trois) pour un poids avec équipement d'environ 2 500 kg.

## Historique

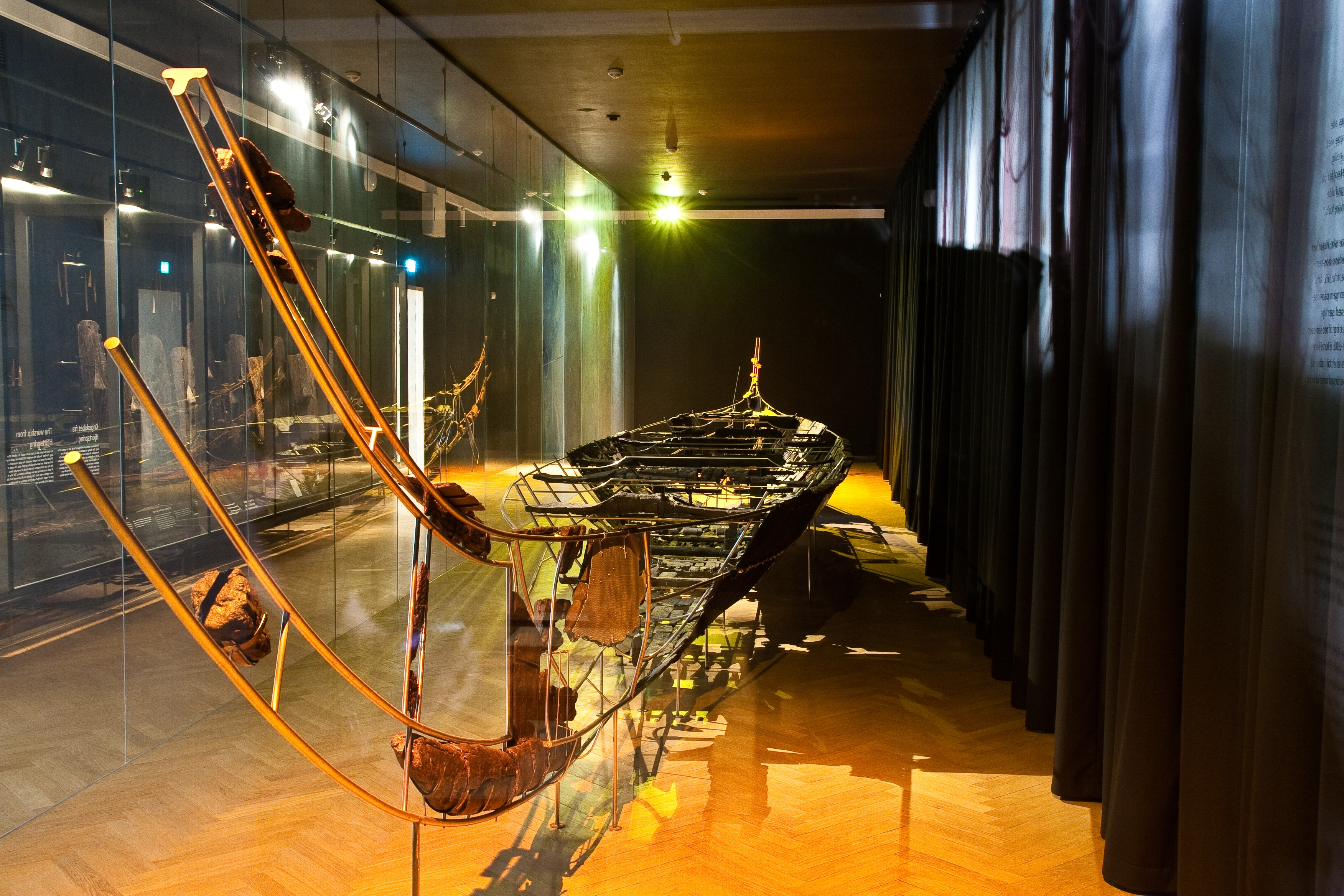
Le bateau exposé au Musée national du Danemark, à Copenhague

La première découverte d'un morceau de bois semblant être issu d'un navire et d'une pointe de lance, faite par hasard dans les années 1880 lors de l'extraction de tourbe à la tourbière de Hjortspring, dans l'île d'Als, est apprise durant la Première Guerre mondiale par le responsable du musée local de Sønderborg, Jens Rabenle.
En 1920, après la fin de la guerre et le rattachement du Sønderjylland au Danemark, il écrit au Musée national du Danemark pour lui faire part de la découverte.
Des fouilles sont entreprises en 1921 par l'archéologue Gustav Rosenberg, qui s'achèvent en 1922. Grâce à sa compétence, et malgré le mauvais état du bateau, endommagé par l'exploitation de la tourbe, son travail permit à Fr. Johannsen de réaliser une reconstitution fidèle. Le bateau faisait partie d'une offrande placée dans ce qui est aujourd'hui une tourbière, mais qui à l'origine était un lac.
La barque est à nouveau visible au Musée national du Danemark à Copenhague depuis 1986, après un retrait dans les années 1960 pour une re-conservation.

## Datation
L'époque de construction est estimée à 350 av. J.-C. environ. Le bateau fut peut-être construit sur les rives de la Baltique, et bien que le lieu exact de sa construction ne soit pas connu, il est probablement différent du lieu de découverte.

## Technique de construction

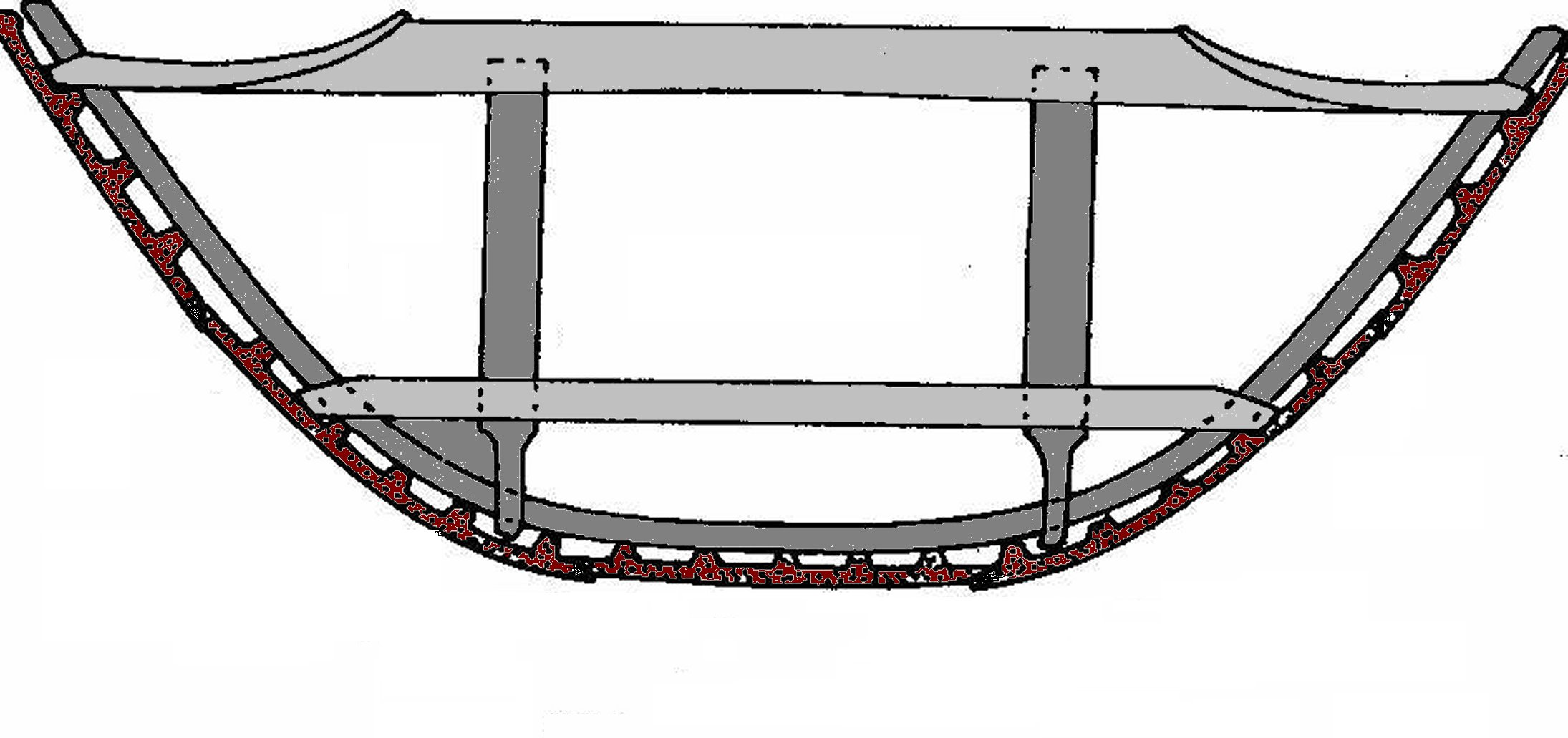
Coupe détaillée de la coque

La coque est constituée de l'assemblage de cinq planches, une planche centrale plus étroite et courbée faisant office de fond et deux planches de chaque côté faisant office de bordés. Les planches sont assemblées entre elles à l'aide de cordages passant dans des trous prévus à cet effet, et elles se recouvrent légèrement, de sorte qu'on peut considérer cet agencement comme le premier exemple de bordage à clin. L'intérieur est rigidifié par des planches fixées au bordé par des cordes passant dans des ridoirs intégrés à la planche, la planche étant creusée autour d'eux, ce qui demande énormément de travail.
Aux extrémités se trouvent des pièces de bois prolongées par deux branches courbées. Cette structure bifide devait vraisemblablement servir de taille-mer en protégeant la coque des vagues trop fortes mais aussi de stabilisateur.

Vue de profil, on voit bien les extrémités bifides.

Les planches de bordé ne font pas plus de trois centimètres d'épaisseur et les couples ne sont guère que des branches de noisetier. La construction est donc caractérisée par une très grande légèreté, mais aussi par une grande souplesse, les couples n'étant pas fixés de manière trop rigide. Ces spécificités permettent d'avoir un bateau souple, qui tend à épouser la vague plutôt qu'à la combattre et donc à offrir une plus grande robustesse et longévité. Ces caractéristiques se retrouveront dans les bateaux vikings des siècles plus tard. Cependant, l'absence de quille et l'étroitesse de la coque rendent ce bateau vulnérable au roulis et le destinent donc plutôt au cabotage.
La propulsion se fait à l'aide de pagaies, tandis que la direction est assurée par une rame faisant office de gouvernail, installée à chaque extrémité. Cette barque, tout comme les futurs bateaux vikings, est symétrique et amphidrome et peut inverser sa proue sans virer, ce qui est un avantage décisif lors de combats et plus généralement lors de manœuvres.